# Eulachnus brevipilosus
Eulachnus brevipilosus är en insektsart som beskrevs av Carl Julius Bernhard Börner 1940. Enligt Catalogue of Life ingår Eulachnus brevipilosus i släktet Eulachnus och familjen långrörsbladlöss, men enligt Dyntaxa är tillhörigheten istället släktet Eulachnus och familjen barkbladlöss. Arten är reproducerande i Sverige. Inga underarter finns listade i Catalogue of Life.